# Petalit

Petalit är ett mineral med sammansättningen LiAlSi4O10 som upptäcktes år 1800 av brasilianaren José Bonifacio de Andrada e Silva i prov från en pegmatit i Utö järnmalmsgruva i Stockholms södra skärgård. Mineralet analyserades 1817 av J. A. Arfwedson som därvid upptäckte grundämnet litium. 

## Egenskaper
Färgen hos petalit kan variera mellan färglöst och ljusrött
Hårdheten är 6-6,5 på Mohs' skala.
Namnet petalit kommer från ett grekiskt ord "petalon" för blad eftersom mineralet spaltar lätt i en riktning. 

## Förekomst
Pelalit förekommer i litiumbärande pegmatiter tillsammans med spodumen, lepidolit och turmalin.
Kommersiellt brytvärda fyndigheter av petalit finns nära Kalgoorlie, västra Australien, Aracuai, Minas Gerais, Brasilien, Karibib, Namibia, Manitoba, Kanada och Bikita, Zimbabwe.

## Användning
Petalit är industriellt viktig som malm för framställning av litium. Den har också använts som råvara för keramiska glasyrer.
Klara och fina exemplar av kristaller kan slipas till ädelsten.